# The Chronic Argonauts
The Chronic Argonauts ist eine Science-Fiction-Kurzgeschichte von H. G. Wells, in der eine Zeitmaschine vorkommt. Die Geschichte wurde 1888, sieben Jahre vor dem Erscheinen seines Romans Die Zeitmaschine veröffentlicht und erwähnte auch eine Reise in die Zukunft, die allerdings nur erwähnt, nicht beschrieben wird.
Die herausragenden Themen der Geschichte sind die abergläubische, der Wissenschaft mit Unverständnis gegenüberstehende und potentiell mörderische ungebildete Landbevölkerung und der Charakter des einzelgängerischen, einsamen Wissenschaftlers, der sich als "anachronistischer Mensch" außerhalb seiner eigenen Zeit geboren sieht. Bemerkenswert ist zudem der Wechsel der Erzählperspektive, die von der üblichen Beobachterposition beim Wechsel in die Gegenwart zuerst zu einer Erzählung über den Autor, und dann sogar für einen Moment zu einer Ich-Erzählung wird, um schließlich wieder in den Standardmodus zu wechseln.

## Inhalt
In der walisischen Kleinstadt Llyddwdd zieht der geheimnisvolle Dr. Moses Nebogipfel im Jahr 1887 in ein verfallendes Haus, in dem, so der lokale Glauben, der von seinen Söhnen ermordete frühere Bewohner Williams noch herumspukt. Die abergläubische Dorfbevölkerung redet viel, und als das Haus, nun mit elektrischem Licht versorgt, in der Nacht hell erstrahlt und später ein Dorfbewohner in der Nähe des Hauses unter spastischen Zuckungen stirbt scheint klar: Dr. Nebogipfel ist mit dem Teufel im Bunde. Auch die beschwichtigenden Worte des lokalen Arztes und des Reverend Cook helfen nichts; es formt sich ein Mob, der Haus und Teufel niederbrennen will. Doch als die Meute in das Haus eindringt sehen sie Dr. Nebogipfel und eine Person, die manche als Reverend Cook, andere als den Geist des ermordeten früheren Bewohners identifizieren, auf einem seltsamen Gerät stehen und verschwinden.
Hier wechselt die Erzählung zu den Erlebnissen des Autors, der einige Zeit nach den Ereignissen in Llyddwdd Zeuge des Auftauchens des Reverend Cook wird; dieser erkundigt sich nach dem Datum, dankt Gott für sein Glück und bricht zusammen. Auf seinem Sterbebett diktiert er dem Autor, in diesem Moment wird die Geschichte momentan zur Ich-Erzählung, seine Erlebnisse, die den Mord an Williams im Jahr 1862, eine Entführung im Jahr 4003 und verschiedene Geschehnisse im Jahr 17.901 umfassen sollen.
Nun wechselt die Erzählung wieder in die Vergangenheit, in der Reverend Cook Dr. Nebogipfel vor dem mordlustigen Mob zu warnen versucht, wobei er Zeuge wird, wie Nebogipfel, blutverschmiert, auf einem seltsamen Gerät auftaucht. Nebogipfel erklärt, dass er in die Vergangenheit des Hauses gereist sei, wo er mit Williams und seinen Söhnen zusammentraf; Williams griff ihn an, im Glauben, es mit einem Dämon zu tun zu haben, und er tötete ihn in Notwehr. Wieder zurückgekehrt fand er den Reverend vor. Nun reist der Mordmob die Tür auf; die Erzählung endet mit dem Beginn der Abenteuer der temporalen Argonauten.

## Rezeption
Natürlich gilt die Geschichte als Vorläufer des späteren Romans Die Zeitmaschine; allerdings wird der Charakter des Wissenschaftlers in der Kurzgeschichte als eher altgedienten Stereotypen des Magiers oder Künstlers entsprechend angesehen, wie sie beispielsweise Mary Shelley und R. L. Stevenson bedienten. So schreibt Bernard Bergonzi in seinem Buch The Early H.G. Wells: A Study of the Scientific Romances: "Nebogipfel ist, wie Frankenstein, ein auf Geheimhaltung erpichter Einzelgänger. So entspricht er dem zeitgenössischen ästhetischen Idealbild des Künstlers, der isoliert leiden muss, bevor er schaffen kann". Andere argumentieren, dass Wells Edison als Vorlage benutzte.